# Tarapacá
Tarapacá (hiszp. Región de Tarapacá) – jeden z 16 regionów Chile, położony w północnej części kraju. Znany także jako I Región ze względu na numeracje regionów chilijskich z północy na południe. W 2007 wydzielono z niego nowy region Arica y Parinacota, z którym obecnie graniczy na północy. Na południu graniczy z regionem Antofagasta. Ośrodkiem administracyjnym regionu jest miasto Iquique.
W XIX wieku Tarapacá była prowincją peruwiańską, którą zaanektowały sąsiadujące Chile zgodnie z traktatem Ancón w 1883 kończącym wojnę o Pacyfik.

## Prowincje i gminy

### Iquique
- Iquique (stolica regionu i prowincji)
- Alto Hospicio

### Tamarugal
- Pozo Almonte (stolica prowincji)
- Huara
- Camiña
- Colchane
- Pica

## Miasta i wsie
- Iquique
- Arica
- Isluga
- Pica
- Mamiña
- Pisagua(inne języki)
- Alto Hospicio
- Huara
- Pozo Almonte

## Klimat
W większości pustynny ze znacznymi wahaniami temperatur dobowych.
- nadbrzeżny suchy z małymi wahaniami temperatury w ciągu dnia
- suchy
- skrajnie suchy w głębi lądu

## Gospodarka
- Rybołówstwo
- Turystyka
- Górnictwo
  - Cerro Colorado
  - Collahuasi